# Ana de la Reguera
Anabell Gardoqui "Ana" de la Reguera, född 8 april 1977 i Veracruz, beläget i den mexikanska delstaten med samma namn, är en mexikansk skådespelerska. Hon har bland annat medverkat i produktioner som HBO-serierna Eastbound & Down och Capadocia, samt i Amazonserien Goliath, och komedifilmen Nacho Libre från 2006.

## Filmografi (i urval)

### Filmer
- 2006 – Nacho Libre
- 2009 – Juarez – De försvunna
- 2010 – Cop Out
- 2011 – Cowboys & Aliens
- 2014 – Jessabelle
- 2014 – Manolos magiska resa (röst)
- 2017 – Ingenting och allting[3]
- 2021 – Army of the Dead
- 2021 – The Forever Purge
- 2022 – Army of Thieves (okrediterad)
- 2023 – ¡Que viva México!

### TV-serier
- 2008–2012 – Capadocia (TV-serie)
- 2010 – Eastbound & Down (TV-serie)
- 2010 – Royal Pains (TV-serie)
- 2014 – Anger Management (TV-serie)
- 2015 – The Blacklist (TV-serie)[4]
- 2015 – Narcos (TV-serie)
- 2016 – Jane the Virgin (TV-serie)
- 2016 – From Dusk Till Dawn: The Series (TV-serie)[5]
- 2017–2019 – Power (TV-serie)[6]
- 2017 – Twin Peaks (TV-serie) (säsong 3)[7]
- 2018–2021 – Goliath (TV-serie)